# Katiarsita
La katiarsita és un mineral de la classe dels fosfats. Rep el nom de la seva composició química: potassi (K), titani i arsènic.

## Característiques
La katiarsita és un arsenat de fórmula química KTiO(AsO₄). Va ser aprovada com a espècie vàlida per l'Associació Mineralògica Internacional l'any 2014. Cristal·litza en el sistema ortoròmbic. És un dels pocs minerals aprovats de titani i arsènic, i l'únic mineral amb aquests elements trobat a l'entorn d'una fumarola volcànica.

## Formació i jaciments
Va ser descoberta a la fumarola Arsenàtnaia, situada al segon con d'escòria de l'avanç nord de la Gran erupció fissural del volcà Tolbàtxik, a l'óblast de Kamtxatka (Districte Federal de l'Extrem Orient, Rússia). Es tracta de l'únic indret de tot el planeta on ha estat descrita aquesta espècie mineral.